# NGC 3876
NGC 3876 (również PGC 36644 lub UGC 6730) – galaktyka spiralna (Sab), znajdująca się w gwiazdozbiorze Panny. Odkrył ją William Herschel 15 kwietnia 1784 roku.